# نصف الأرض الغربي

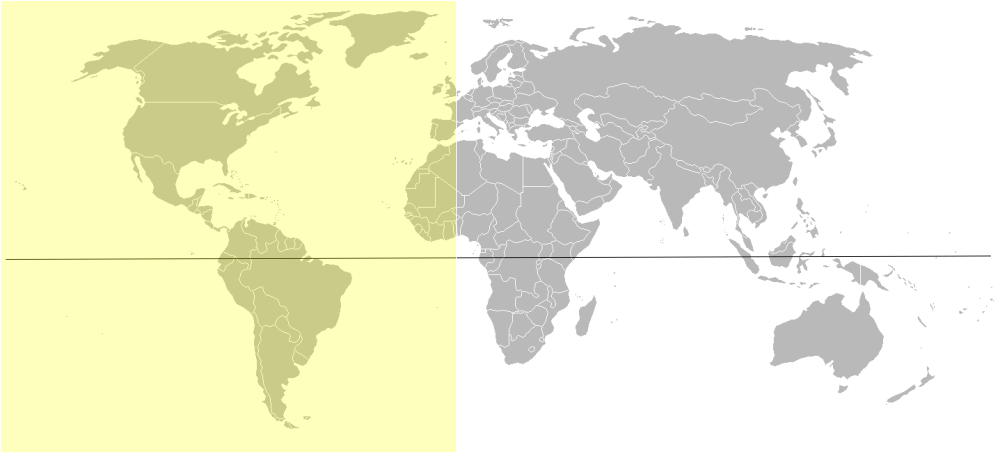
النصف الغربي من الكرة الأرضية مضلل باللون الأصفر

نصف الكرة الأرضية الغربي أو النصف الغربي للكرة الأرضية مصطلح جغرافي يشير إلى نصف الكرة الأرضية الذي يقع غرب خط التوقيت الدولي.